# Cmentarz wojenny nr 68 – Ropica Ruska
Cmentarz wojenny nr 68 – Ropica Ruska – cmentarz z I wojny światowej znajdujący się we wsi Ropica Górna w powiecie gorlickim, w gminie Sękowa, zaprojektowany przez Hansa Mayra. Jeden z ponad 400 zachodniogalicyjskich cmentarzy wojennych zbudowanych przez Oddział Grobów Wojennych C. i K. Komendantury Wojskowej w Krakowie. Należy do III Okręgu Cmentarnego Gorlice.

## Opis
Cmentarz znajduje się na zboczu wzgórza, na skraju lasu (obecnie cały obiekt i jego okolice są zarośnięte gęstym lasem), przy leśnej drodze wnoszącej się wzdłuż strumienia. Aby można było do niego dojść z drogi Sękowa – Małastów (obecnie droga 977), zbudowano żelbetowy mostek przez strumień.
Cmentarz ma kształt prostokąta o powierzchni około 403 m². Otoczony jest z 4 stron ogrodzeniem z ociosanego kamienia. W środku ogrodzenia znajduje się drewniana bramka wejściowa, od której biegnie wybrukowana ścieżka rozdzielająca teren cmentarza na dwie części. Groby są obramowane i oznaczone nagrobkami w formie żeliwnych krzyży z datą 1915 oraz małych żeliwnych krzyży lotaryńskich na betonowych podestach. W centralnej części ogrodzenia znajduje się pomnik z kamienia w kształcie steli, w którym znajdowała się tablica z inskrypcją.
Na cmentarzu pochowano  w 13 mogiłach zbiorowych i 4 grobach pojedynczych 110 żołnierzy:
- 58 austro-węgierskich m.in. z 26 Pułku Piechoty Austro-Węgier,
- 52 rosyjskich poległych 2 maja 1915.

## Galeria

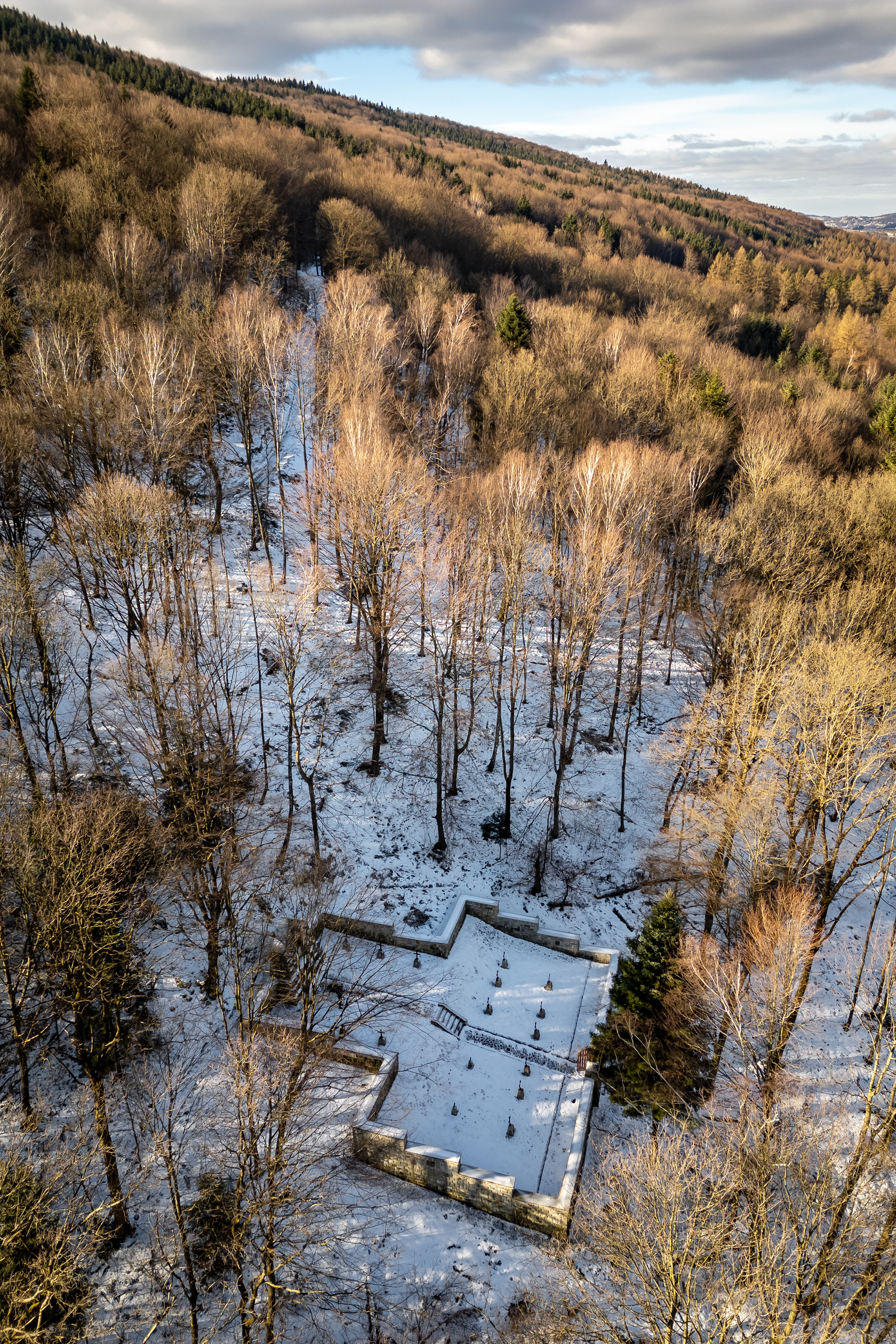
Widok z lotu ptaka
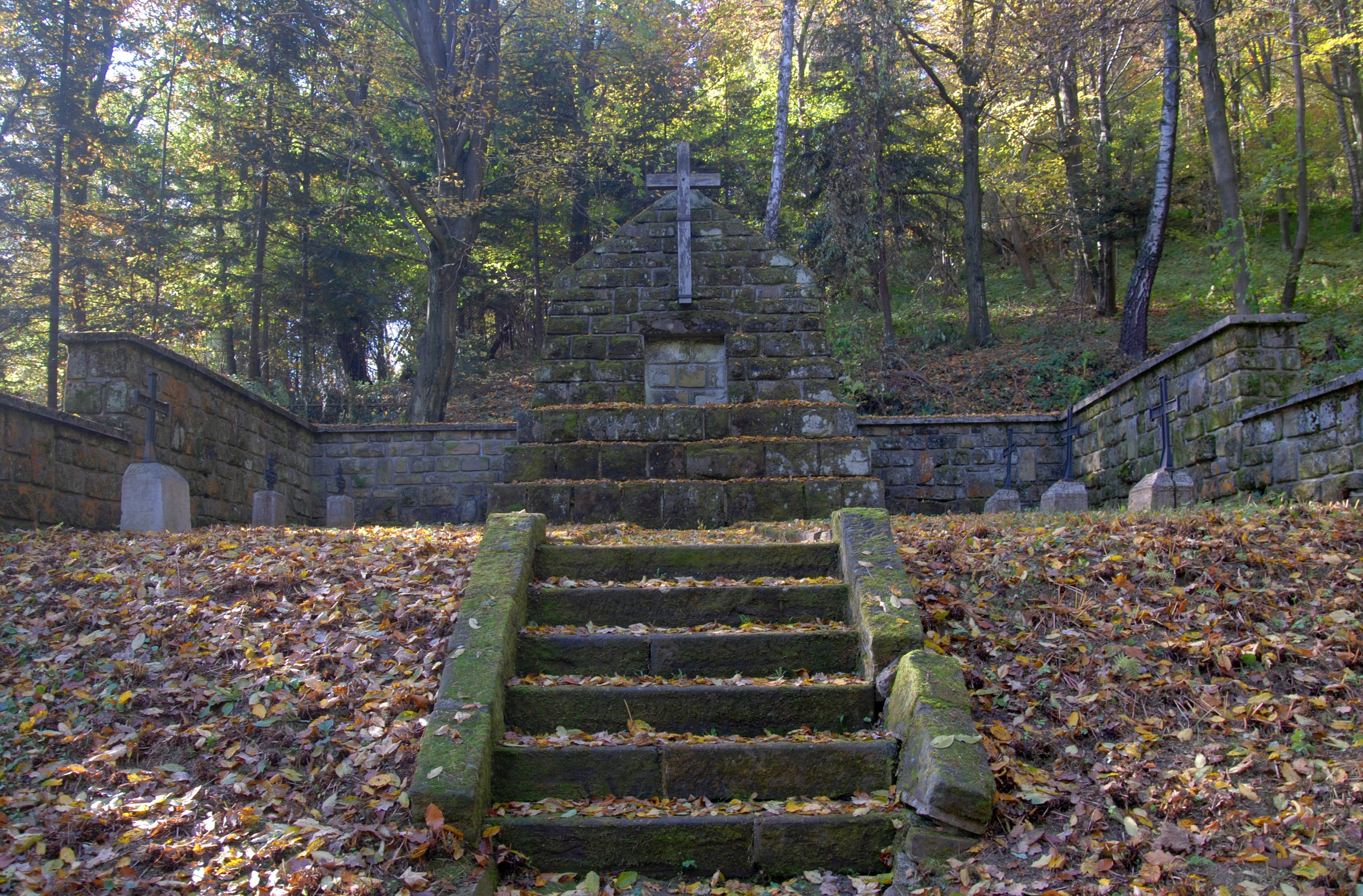
Fragment cmentarza
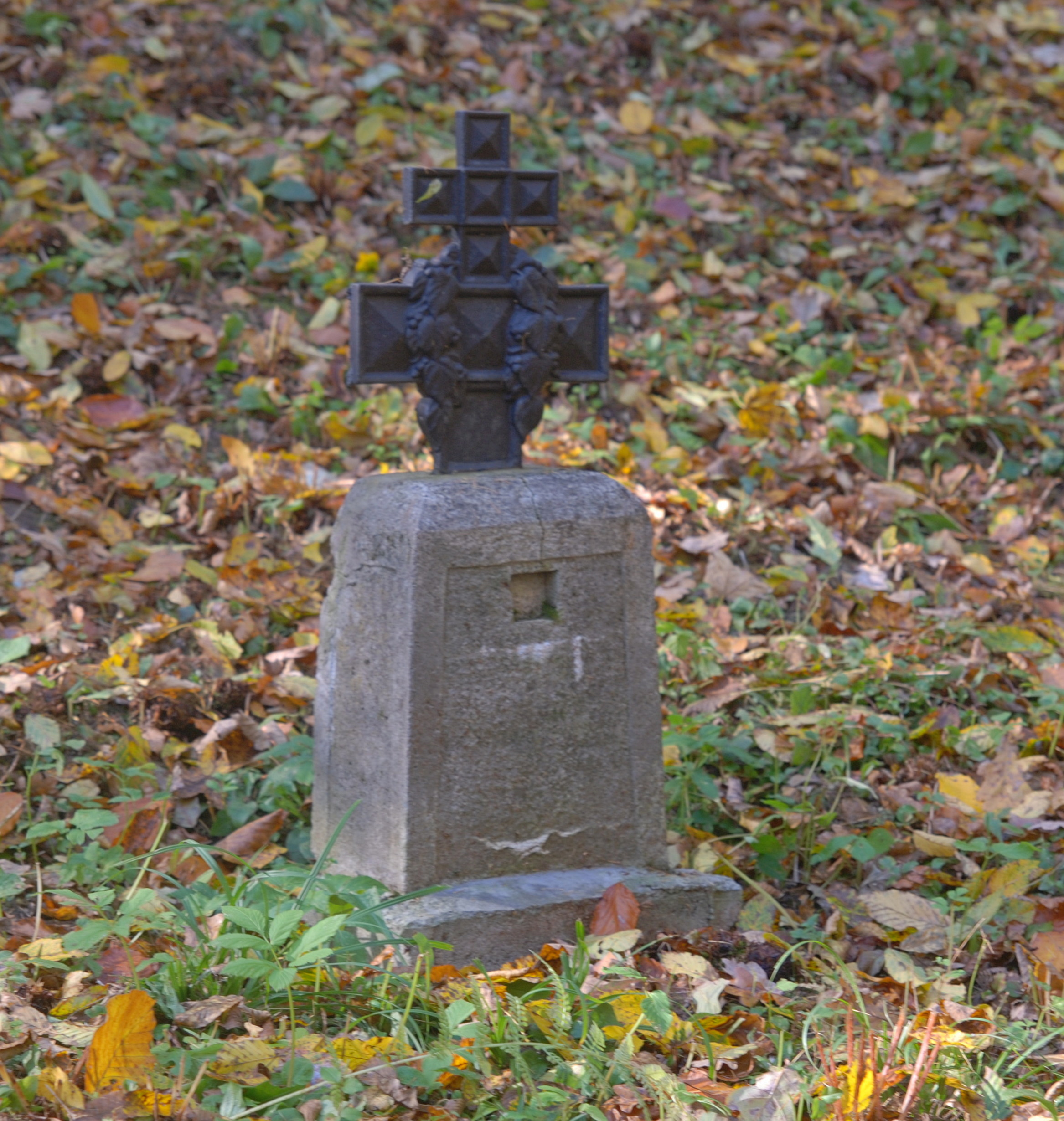
Nagrobek z krzyżem rosyjskim Ludwiga
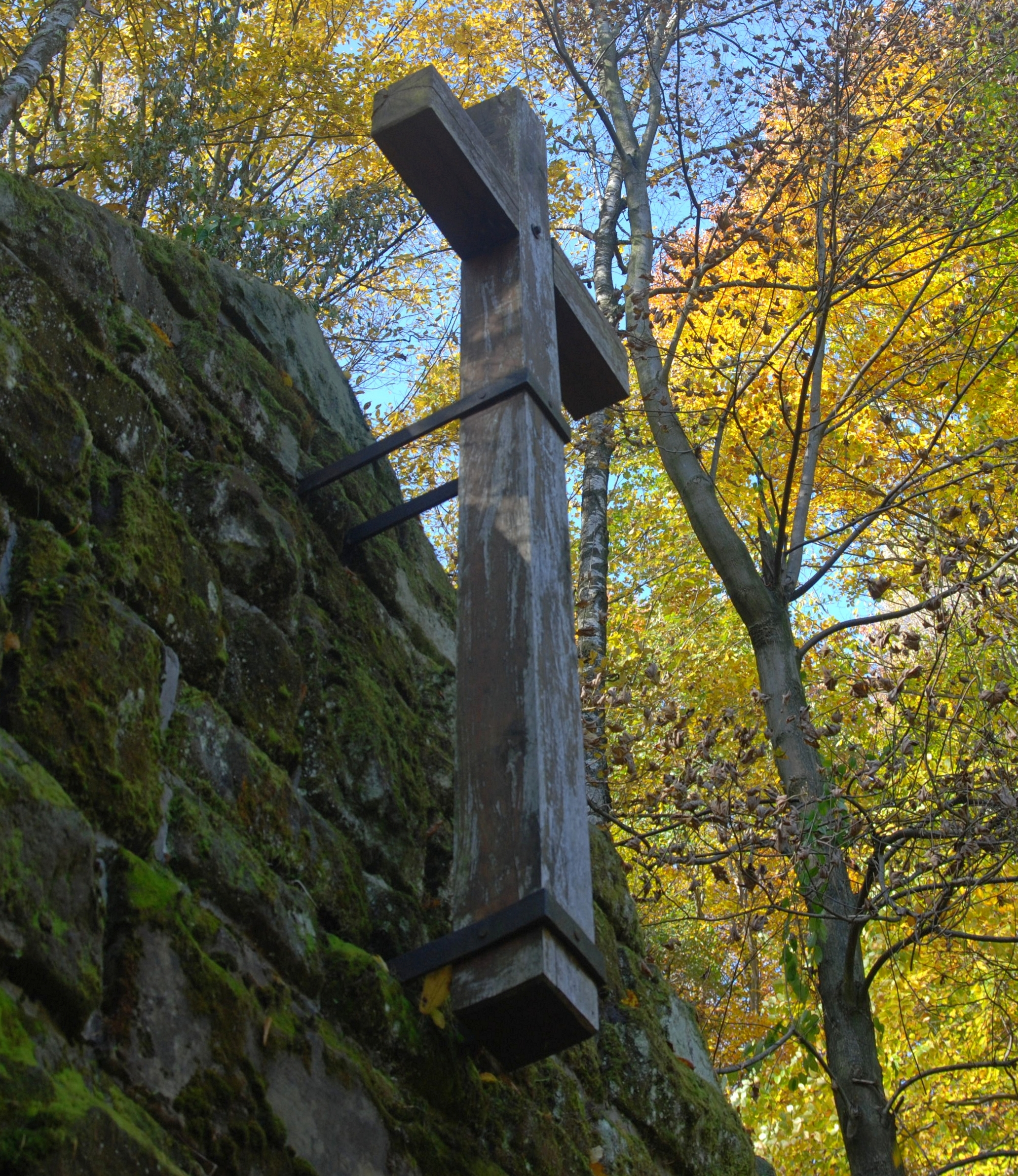
Krzyż na pomniku centralnym
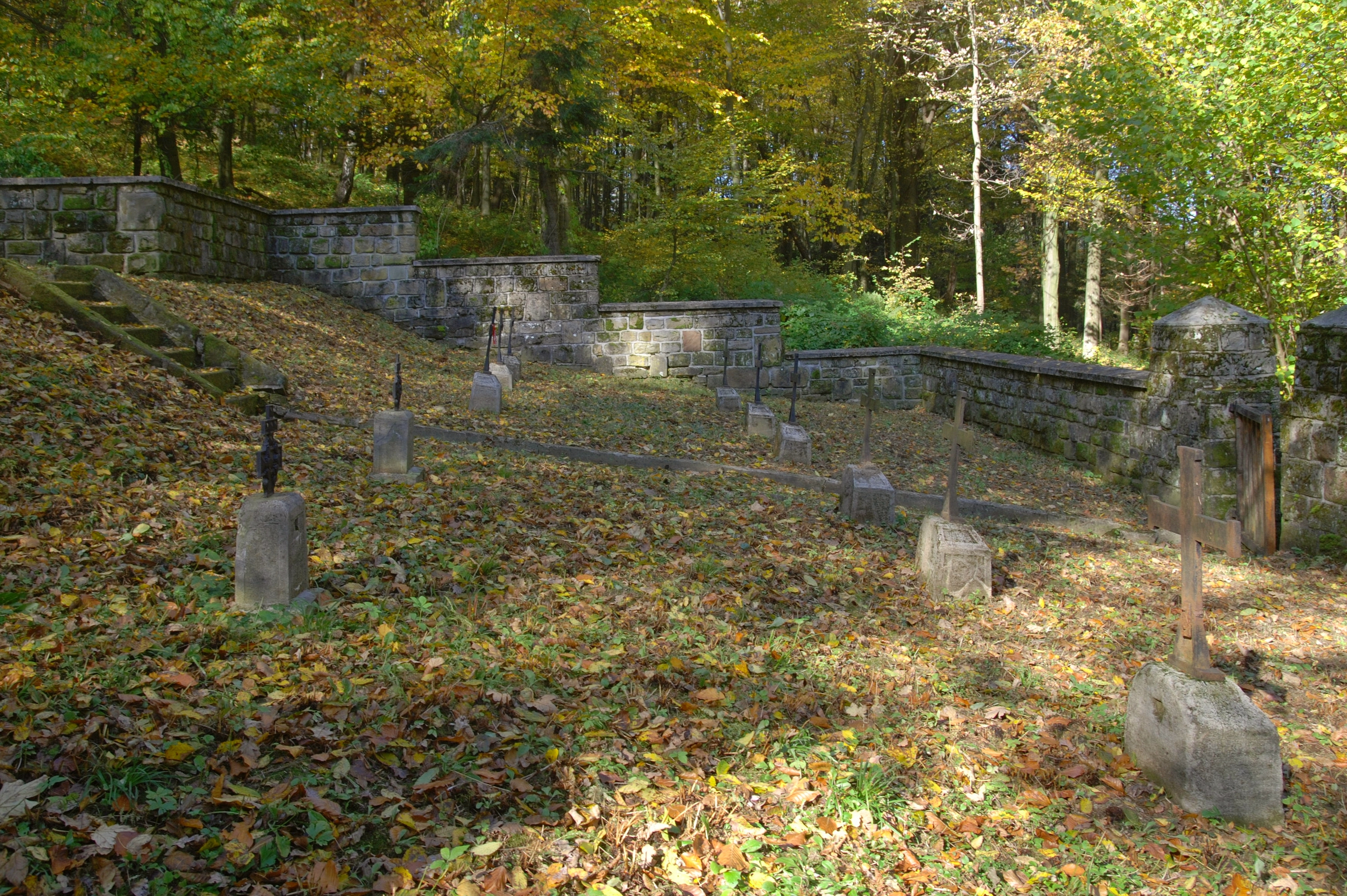
Fragment cmentarza
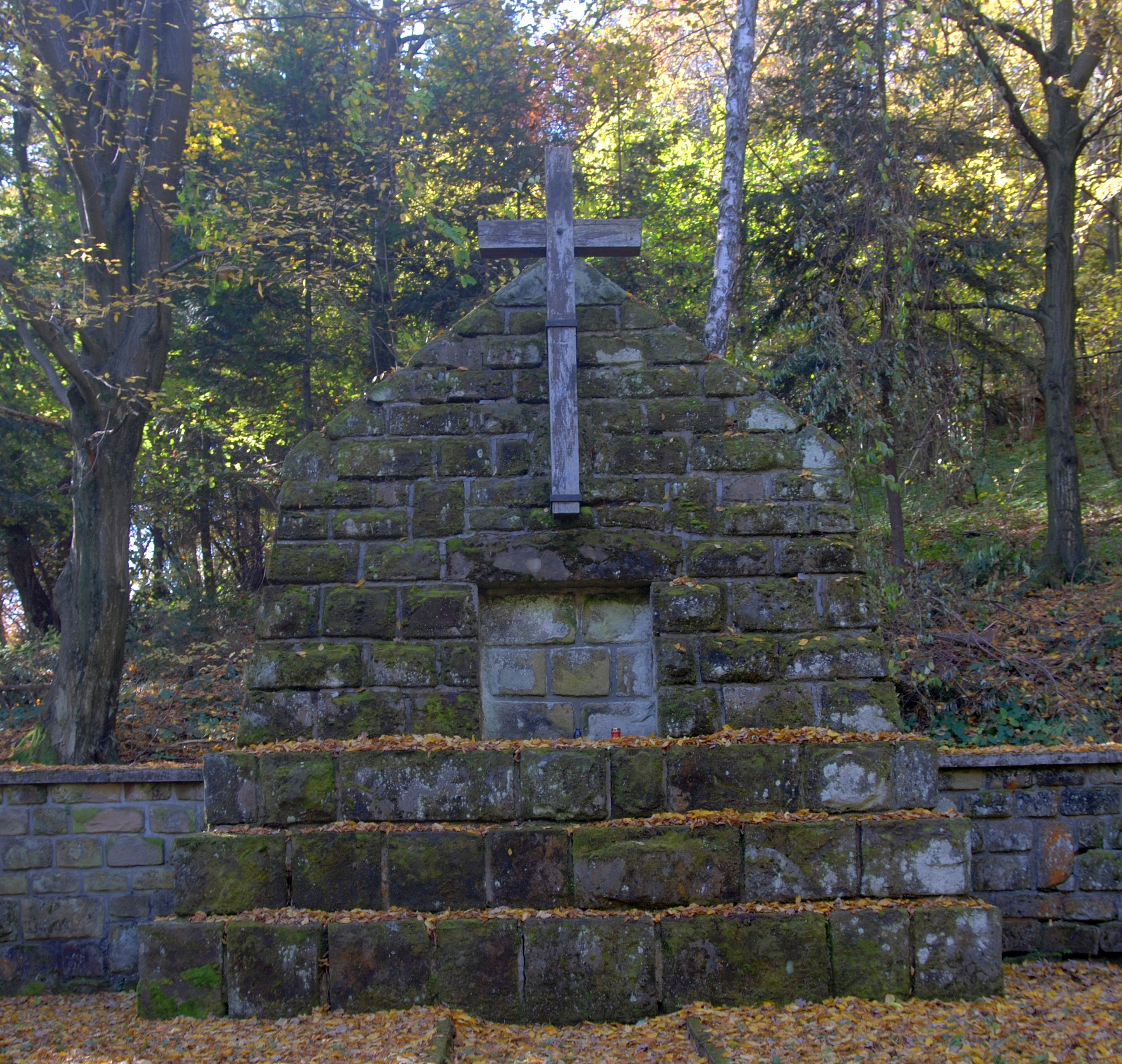
Pomnik centralny
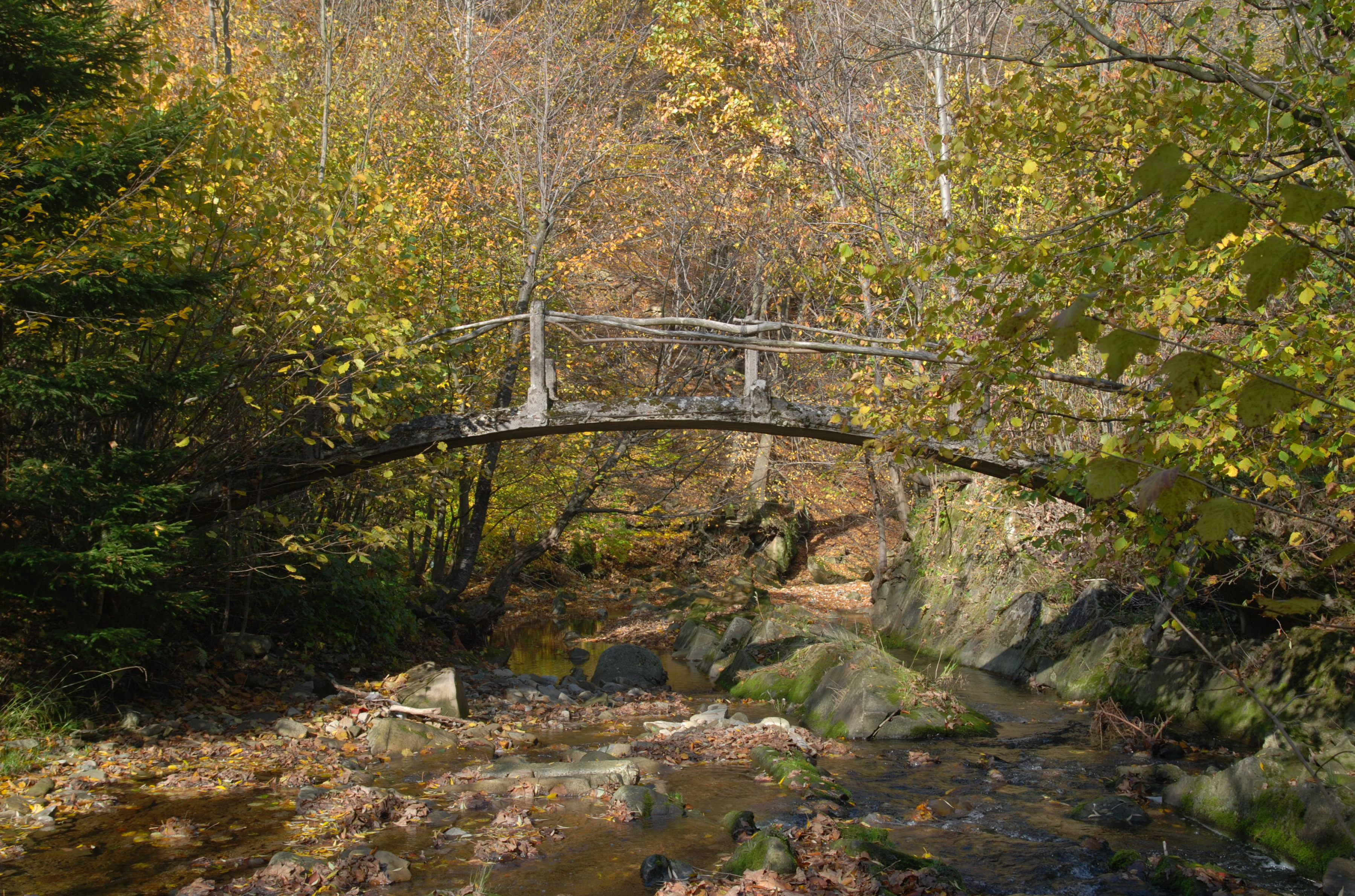
Kładka na szlaku do cmentarza